# Doomsday King
Doomsday King – album studyjny szwedzkiego zespołu melodic death metalowego The Crown. Wydawnictwo ukazało się 27 września 2010 roku nakładem wytwórni muzycznej Century Media Records.
W ramach promocji do pochodzącego z płyty utworu "Falling 'Neath The Heaven's Sea" został zrealizowany teledysk, który wyreżyserował Patrik Skoglöw.

## Lista utworów
Opracowano na podstawie materiału źródłowego.
1. "Doomsday King" - 04:06
2. "Angel of Death 1839" - 03:47
3. "Age of Iron" - 03:12
4. "The Tempter and the Bible Black" - 04:40
5. "Soul Slasher" - 03:21
6. "Blood O.D." - 04:08
7. "Through Eyes of Oblivion" - 03:48
8. "Desolation Domain" - 04:51
9. "From the Ashes I Shall Return" - 06:08
10. "He Who Rises in Might - From Darkness to Light" - 06:06